# Moteur de blog
Un moteur de blog est un logiciel qui permet de réaliser des sites web basés sur le principe du blog. Il fait partie des systèmes de gestion de contenu (SGC).
Ils sont parfois appelés logiciels de blog.

## Modèle serveur
Un moteur de blog est exécuté sur un serveur. Il est accessible via une interface web. Ainsi, un simple navigateur web permet de lire le blog, mais également de l'administrer. L'interface d'administration est sécurisée, souvent grâce à un mot de passe.

## Moteurs de blog connus
- Dotclear
- Drupal
- Habari
- Jekyll
- Hugo
- WordPress
- Eleventy (11ty)